# Сосна ложновеймутова
Сосна ложновеймутова (лат. Pinus pseudostrobus) — вид вечнозеленых хвойных деревьев рода Сосна семейства Сосновые (Pinaceae). Родина вида — Мексика и Гватемала.

## Ботаническое описание
Вечнозеленое дерево, достигающее высоты 30-40 м, редко до 45 м, с диаметром ствола от 40 до 80 см, редко 100 см. Ствол обычно прямой и без ветвей до высоты 20 или 30 м. Ветви горизонтальные. Крона старых деревьев округлая, молодые деревья имеют открытую, пирамидальную крону с отдаленными ветвями. Кора старых деревьев тёмно-коричневая, толстая, разделена на грубые, чешуйчатые пластины глубокими вертикальными трещинами. В верхней части ствола кора гладкая и красновато-коричневая. У молодых деревьев кора гладкая, красноватая или серо-коричневая. Ветки стройные, слегка вертикальные и гладкие.
Игольчатые листья расположены в пучках по пять штук на коротких побегах. Влагалища стойкие, от светло- до тёмно-коричневого цвета, длиной от 12 до 15 мм. Игольчатые листья стройные, гибкие, длиной от 20 до 25 см. Край мелкопильчатый. Обычно имеется три (редко от двух до четырех) смоляных протока. Имеется два сосудистых пучка, которые расположены рядом, но отличаются друг от друга.
Цветочные шишки удлинённо-конусовидные, мелкие конусовидные чешуйки несут мелкие, прямостоячие шипы.
Шишки от яйцевидных до длиннояйцевидных, слегка изогнутые, длиной 8-10 см, шириной в раскрытом состоянии 5-7 см. Цвет светло-коричневый. Шишки раскрываются для созревания и вскоре опадают, после чего на веточке остается стебель и несколько самых нижних шишковидных чешуек. Конусовидные чешуйки тонкие, средней твердости. Апофиз слегка приподнят, умбо сидит дорсально, маленький и вооружен маленьким, поникающим шипом.
Семена длиной около 6 мм, тёмно-коричневые. Семенное крыло длиной от 20 до 23 мм, тёмно-коричневое. Число зародышей обычно равно восьми (редко от шести до девяти).
Древесина светло-жёлтая, довольно мягкая, но прочная и немного смолистая. Деревья перерабатываются в пиломатериалы, иногда также используются на дрова и для производства смолы.

## Распространение и экология
Вид встречается в основном в Мексике, но его ареал простирается до Гватемалы. Самые крупные места произрастания находятся в Центральном вулканическом горном хребте, который проходит через Мексику с запада на восток вдоль широты Мехико. В Гватемале встречается в южных районах страны.
Вид произрастает на высоте от 1600 до 3200 м над уровнем моря, в основном на горных склонах. Годовое количество осадков в этом районе колеблется от 800 до 1500 мм. Самые крупные экземпляры растут в мексиканском штате Мичоакан на высоте от 2000 до 2400 м на глубокой вулканической почве. На больших территориях ареала этот вид растёт вместе с различными видами пихт, а также другими видами сосен: Pinus montezumae, Pinus douglasiana, Pinus michoacana, Pinus maximinoi и Pinus pringlei.

## Систематика
Вид был впервые научно описан Джоном Линдли в 1839 году.
Выделяют две разновидности и одну форму:
- Pinus pseudostrobus var. pseudostrobus — номинативная разновидность встречается от Мексики до Гондураса.
- Pinus pseudostrobus var. apulcensis (Lindl.) Shaw — встречается в Мексике, Гватемале и Сальвадоре.
- Pinus pseudostrobus f. protuberans Martínez — встречается в центральной и юго-западной Мексике.